# Джанка
Джа́нка (болг. Джанка) — село в Кирджалійській області Болгарії. Входить до складу общини Крумовград.

## Населення
За даними перепису населення 2011 року у селі проживали 111 осіб, з них 108 осіб (97,3%) — турки.
Розподіл населення за віком у 2011 році:
Динаміка населення: